# Radu II Praznaglava
Radu II Praznaglava (Radu Łysy, rum. Radu Prasnaglava; zm. 1427–1431) – hospodar wołoski w latach 1420–1422 i 1426–1427 z dynastii Basarabów.
Był synem hospodara wołoskiego Mirczy Starego. W 1420 objął tron po śmierci swego brata Michała I. W przeciwieństwie do swych poprzedników, uległy wobec Imperium Osmańskiego, toczył do śmierci zmagania o tron wołoski ze swym kuzynem Danem II (przeciwnikiem Turków i zwolennikiem sojuszu z Węgrami). Radu II zobowiązał się płacić haracz sułtanowi tureckiemu, zezwolił też w 1421 na przemarsz przez Wołoszczyznę wojsk tureckich umożliwiając im splądrowanie Siedmiogrodu. Jego uległość wobec Turcji była przyczyną buntu bojarów i sprowadzenia przez nich na tron Dana II w 1422. Radu II ponownie objął stolec hospodarski za sprawą Turków w 1426, jednak już w roku następnym utracił go ponownie na rzecz swego rywala. Prawdopodobnie został zamordowany z inspiracji Dana II wiosną 1427 roku.
Był prawdopodobnie ostatnim władcą wołoskim kontrolującym Banat, Dobrudżę oraz południową Besarabię.

## Literatura
- J. Demel: Historia Rumunii. Wrocław – Warszawa – Kraków: Zakład Narodowy im. Ossolińskich – Wydawnictwo, 1970, s. 120.
- J. Rajman: Encyklopedia średniowiecza. Kraków: Wydawnictwo Zielona Sowa, 2006, s. 796. ISBN 83-7435-263-9.